# Забелин, Геннадий Степанович
Геннадий Степанович Забелин (5 января 1926, Иркутск, РСФСР, СССР — 8 октября 1998, Москва, Россия) — советский футболист и тренер, спортивный функционер. Обладатель Кубка СССР (1957), мастер спорта СССР (1955), Заслуженный тренер России.

## Биография

### Карьера игрока
Заниматься футболом Геннадий Забелин начал в футбольной школе красноярского «Локомотива», так как родители были железнодорожниками. Отец работал машинистом паровоза, а мать трудилась нормировщицей в локомотивном депо. Окончив школу железнодорожных техников, в семнадцатилетнем возрасте Забелин получил направление в колонну паровозов особого назначения МПС, где занимался ремонтом вагонов и железнодорожной техники, работать зачастую приходилось в боевых условиях. Прошёл от Сталинграда до Вроцлава.
После войны родители перебрались в Одессу, а Геннадий Забелин поступил в Московский авиационный институт. Там же стал играть за местную студенческую команду. В одном из турниров игравшего в защите Забелина приметил Николай Хорев, работавший тренером в клубных командах Московской железной дороги. В течение двух лет Забелин выступал за клубные команды рязанского отделения МЖД. В 1947 году старший тренер московского «Локомотива» Дмитрий Максимов, пригласил Забелина в свою команду, но из-за болезни онк оказался вне футбола практически на весь год. Дебют Забелина состоялся в конце сезона, 5 октября 1947 года, в матче группового турнира за выход в класс «А» против горьковского «Торпедо».
Следующий сезон железнодорожники стартовали в чемпионате, где Забелин дебютировал 2 мая 1948 года в гостевом поединке против киевского «Динамо». «Локомотив» завершил чемпионат на седьмом месте, а сам Забелин принял участие в 15 матчах. Со следующего года команду возглавил Гавриил Качалин. При нём Забелин прочно занял место в центре обороны. В сезоне 1950 года провёл 36 поединков, больше чем кто-либо в команде. 22 апреля, в матче 4 тура «Торпедо» (Сталинград) — «Локомотив» (Москва), в конце первого тайма отличился голом, ставшим для защитника единственным в чемпионатах за его карьеру. Но в целом сезон оказался неудачным. Заняв 15 место из 19 команд, «Локомотив» следующий сезон провёл в классе «Б». Уже через год команда снова вернулась в класс «А». В августе 1952 года коллектив возглавил Борис Аркадьев. Период его работы на посту старшего тренера стал одним из наиболее успешных как в истории московского «Локомотива», так и в карьере Геннадия Забелина, ставшего лидером и оплотом оборонительных порядков команды. Мощный, атлетически сложенный центральный защитник, отлично играл головой, отличался тонким пониманием игры, точным выбором позиции, завидным хладнокровием и потрясающей самоотверженностью, прекрасно руководил оборонительными действиями всей команды. Его одноклубник Александр Климачёв так характеризовал его действия:
Мы были за ним как за каменной стеной. По ходу игры Забелин командным тоном корректировал позицию крайних защитников и полузащитников — ему из центра защиты было виднее, а опасность он чувствовал как матёрый волк. И никогда не терял головы, не впадал в панику. Его указания были чёткими, верными даже в самые горячие моменты у наших ворот
В 1953—1955 годах Забелин был капитаном команды. В этот период железнодорожники дважды пробивались в полуфинал Кубка СССР. А в 1957 году во второй раз в своей истории стали обладателями трофея, обыграв в финальном матче московский «Спартак» 1:0. Незадолго до этого поединка в одном из матчей чемпионата в столкновении с соперником Геннадий Забелин получил серьёзную травму, перелом ребра. Равноценной замены на финал Кубка СССР основному защитнику не было, и Забелин сам вызвался выйти на поле. Ему наложили на грудь стягивающий корсет, дали обезболивающие уколы, и защитник вышел на поле. Весь матч отыграл надёжно, вступая в единоборства с нападающими, не уходя от жёстких стыков с соперником. В результате спартаковцам так и не удалось забить в ворота «Локомотива». После матча Забелин сделал круг почёта с Кубком и лишь после этого машина «скорой помощи» отвезла футболиста в больницу МПС.
По окончании сезона Аркадьев покинул «Локомотив». С нового сезона команду возглавил Евгений Елисеев. С его приходом Забелин, восстановившийся после травмы, практически потерял место в стартовом составе. 19 апреля 1959 года сыграл в матче первого тура против команды «Крылья Советов». Этот поединок стал последним в чемпионатах СССР для ветерана команды. В этом сезоне железнодорожники стали серебряными призёрами, но Забелин, проведя один матч в сезоне, согласно регламенту, медалистом не стал. А по завершении сезона завершил игровую карьеру.

### Карьера тренера и спортивного функционера
В начале 1961 года возглавил днепропетровский «Металлург», выступавший в украинской зоне класса «Б». Команда переживала не лучшие времена. Не удалось существенно улучшить игру и Забелину. Днепропетровцы опускались всё ниже в турнирной таблице, и в середине сезона молодой тренер вынужден был покинуть коллектив. В 1962 году тренировал ижевский «Зенит», после чего вернулся в Москву, где работал с различными любительскими и юношескими командами, представлявшими общество железнодорожников. С 1969 по 1972 годы был тренером отделения футбола Центральной спортивной школы МПС. С июня 1972 года — начальник отдела массового футбола Управления футбола спорткомитета СССР. В 1976—1981 годах — заместитель директора футбольной школы московского «Локомотива», а с 1982 по 1991 год — её директор. Также занимал пост Председателя комитета по юношескому футболу Федерации футбола России. С 1994 года — ответственный секретарь во вновь созданной Детской спортивной лиге России. Скончался 8 октября 1998 года в Москве. Похоронен на Волковском кладбище в городе Мытищи, где проживал в последние годы.
С 2001 года в Москве и подмосковных Мытищах проходит традиционный юношеский турнир памяти Геннадия Забелина. 4 октября 2009 года на аллее славы, расположенной на территории стадиона «Локомотив» в Черкизово защищавшему более 12 лет честь клуба Геннадию Забелину была заложена памятная звезда.

## Семья
Супруга Забелина Елена Прокопьевна (Заслуженный мастер спорта по конькобежному виду спорта). Сын — Забелин Владимир Геннадьевич, внучка Забелина Виктория Владимировна.

## Достижения
- Обладатель Кубка СССР: 1957
- В списках 33 лучших футболистов сезона в СССР: (№ 3 — 1952)

## Память
- Его имя увековечено на Аллее славы стадиона «РЖД Арена».